# Hans West
Hans West (født 9. februar 1758 i Mesinge på Fyn, død 6. juli 1811 i Kassel) var en dansk konsul og kunstsamler.
Han fødtes i Mesinge i Fyn, hvor faderen, Hans Zacharias Danchel West (1719-1771) var sognepræst. Moderen var Maren f. Hetting (1722-1778). Han blev 1776 student fra Odense Katedralskole og lagde sig efter ældre og nyere sprog, optrådte som æstetisk forfatter og oversætter (bl.a. af Sakuntala) og udnævntes 1788 "med Prædikat af Rektor" til første lærer ved skolen i Christiansted, fra hvilket embede han 1799 efter ansøgning blev entlediget på et tidspunkt, da skolen aldeles ingen elever havde; han blev derefter konstitueret som notarius publicus. West dyrkede flittigt naturvidenskaberne og statistikken, hjemsendte naturmærkværdigheder til Danmark og udgav 1793 Bidrag til Beskrivelse over St. Croix med en kort Udsigt over St. Thomas, St. Jean, Tortola etc.
1802 udnævntes han til dansk konsul i den Bataviske Republik, og her samlede han med megen iver en betydelig malerisamling, som han siden holdt åben for publikum i København. I 1807 udgav han et "Raisonneret Catalog" over denne samling, der blev købt af kongen og bestemt til offentlig brug, medens der til gengæld lovedes Wests søn Julius en livsvarig årlig pension af 1000 Rdl. kurant. I kataloget optræder 166 malerier, 63 håndtegninger og otte skulpturer. Wests samling indgik i Den Kongelige Malerisamling og kom med den til Statens Museum for Kunst. Inden kongen slog til, havde West overvejet at sælge hele samlingen til zar Alexander I af Rusland. Gennem Wests samling er en række værdifulde kunstværker havnet i Danmark, således bl.a. værker af Pieter de Hooch, Peter Paul Rubens og Tizian. En del af samlingen omtales i Katalog over ældre Malerier udgivet af Statens Museum for Kunst i 1946.
West fik 1809 titel af etatsråd og blev Ridder af Dannebrog, drog siden til syden af helbredshensyn og opholdt sig i sine sidste leveår især i Paris og Rom. Han færdedes flittigt blandt kunstnere, i Rom således i kredsen omkring Bertel Thorvaldsen. Således blev kunstnerens selvportrætbuste i marmor udført på bestilling af West i 1810. Under sit udenlandsophold informerede West prins Christian Frederik (den senere Christian VIII), der var præses for det hjemlige kunstakademi, om kunstneriske og politiske forhold. I Italien grundlagde West atter en lille malerisamling, som kongen også erhvervede efter Wests død. Hans West døde 6. juli 1811 i Kassel på hjemrejsen fra Frankrig.
West havde 15. juli 1785 ægtet Johanne Sophie Bech, datter af rådmand i København, justitsråd Hans Christian Bech. Af deres børn overlevede kun sønnen, krigsråd Julius Frederik Christian West (1793-1827), ejer af Sletterødgård i Fyn, faderen.